# انظروا من عاد (فلم)
انظروا من عاد (بالإنجليزية: Look who's back) أو لقد عاد مجدداً (بالألمانية: Er ist wieder da) هو فيلم كوميدي ألماني للمخرج «ديفيد فنيندت» الذي كتب السيناريو أيضاً بالاشتراك مع أربعة كتّاب سينمائيين آخرين، معتمداً على رواية ساخرة شائعة للكاتب «تيمور فيرمس» حملت نفس العنوان وصدرت في العام 2012 وصعدت إلى قائمة الكتب الأكثر رواجاً في ألمانيا، وبيع منها 2,3 مليون نسخة، ونشرت في أكثر من 40 دولة.

## قصة الفيلم
يعرض الفيلم الذي أُنتج في العام 2015، حالة كوميدية ساخرة وخيالية تدور أحداثها حول عودة الزعيم الألماني النازي أدولف هتلر في القرن الحادي والعشرين من مقره السابق في مدينة «برلين»، بعد أن يكون قد فقد ذاكرته ونسي كل ما حدث بعد العام 1945، وينظر إلى الأوضاع الراهنة من وجهة نظره النازية. ويعتقد كل من يقابله أنه ممثل يقوم بدور هتلر، وليس هتلر الحقيقي، وهنا تبدأ سلسلة طويلة من المفارقات المضحكة، والأفكار الظريفة الخيالية، بين الزعيم النازي الفاقد لذاكرته، وبين الشخصيات التي يلتقيها.
الفيلم يجمع بين السخرية والكوميديا السوداء والرسالة الجادة، مع التركيز على شخصية هتلر وردود الفعل تجاهه من العناصر الألمانية المختلفة. ويحوّل الفيلم شخصية هتلر الصعبة إلى شخصية هزلية. ومن الموضوعات التي يبرزها الفيلم تعامل الألمان المتباين تجاه موجات المهاجرين وتعاطف بعض الألمان مع هتلر كرد فعل لعدم ترحيبهم بالمهاجرين، وذلك رغم وجود الكثيرين من الألمان الذي يساعدون المهاجرين.

## جوائز ومشاركات
فاز فيلم بجائزة «سيفيس» السينمائية الأوروبية لأفضل فيلم، وتم ترشيحه لأربع من الجوائز السينمائية الألمانية التي شملت أفضل فيلم وأفضل مخرج وأفضل ممثل في دور رئيسي للممثل أوليفر ماسوشي، وأفضل ممثل في دور مساعد للممثل فابيان بوش.

## روابط خارجية
- مقالات تستعمل روابط فنية بلا صلة مع ويكي بيانات

لا توجد روابط لمواقع التواصل الاجتماعي.